# Intu Properties
Intu Properties plc (anteriormente Capital Shopping Group plc) es una Real Estate Investment Trust (REIT) británica, centrada en la administración y desarrollo de centros comerciales. Originalmente denominada Liberty International plc, cambió su nombre en mayo de 2010. El 18 de febrero de 2013 la compañía pasó a denominarse Intu Properties plc, renombrando la mayoría de sus centros comerciales bajo el nombre "Intu".
La compañía posee 17 centros comerciales en el Reino Unido y 3 en España. La empresa cotiza en la Bolsa de Londres y la Bolsa de Johannesburgo y él es un elector del índice FTSE 100.

## Historia
La empresa fue fundada en 1980 por Donald Gordon como Transatlantic Insurance Holdings plc, una rama de Libery Life Association of Africa, un negocio que había fundado en 1957. La Compañía se convirtió en un inversionista líder en negocios de seguros de vida en la década de 1980 y se despojó de sus intereses de vida restantes (un 29% de participación en Sun Life) en 1991. En 1992 se fusionó con Capital & Counties, un destacado promotor de centros comerciales, asegurándose así una cotización en la Bolsa de Londres. Cambió su nombre a Liberty International en 1996 y, tras escindir Capital & Counties Properties en mayo de 2010, se renombró como Capital Shopping Centres Group.
En enero de 2013, CSC anunció su rebranding a intu, rebautizando 12 de sus centros comerciales para incorporar el nuevo nombre, con una nueva identidad visual, y un nuevo logotipo, un pájaro que representa un "símbolo de alegría".

## Propiedades

### Reino Unido
Intu es propietario o copropietario de 17 centros comerciales en el Reino Unido
| Nombre                      | Ubicación                             | Propiedad                                                   |
| --------------------------- | ------------------------------------- | ----------------------------------------------------------- |
| intu Braehead               | Renfrew, Renfrewshire                 | Intu 100%                                                   |
| intu Broadmarsh             | Nottingham, Nottinghamshire           | Intu 75%, PossFund 25%                                      |
| intu Chapelfield            | Norwich, Norfolk                      | Intu 100%                                                   |
| intu Derby                  | Derby, East Midlands                  | Intu 100%                                                   |
| intu Eldon Square           | Newcastle, Tyne y Wear                | Intu 60%, Ayuntamiento de Newcastle 40%                     |
| intu Lakeside               | West Thurrock, Essex                  | Intu 100%                                                   |
| intu Metrocentre            | Gateshead, Tyne y Wear                | Intu 54%, GIC Inmueble 36%, Comisarios de Iglesia 10%       |
| intu Merry Hill             | Dudley, West Midlands                 | Intu 100%                                                   |
| intu Milton Keynes          | Milton Keynes                         | Intu 100%                                                   |
| intu Potteries              | Hanley, Stoke-on-Trent, Staffordshire | Intu 100%                                                   |
| intu Trafford Centre        | Trafford, Greater Manchester          | Intu 100%                                                   |
| Intu Uxbridge               | Uxbridge, Gran Londres                | Intu 20%, Kumpulan Wang Persaraan 80%                       |
| intu Victoria Centre        | Nottingham, Nottinghamshire           | Propiedad de junta con Nottingham Ayuntamiento              |
| intu Watford                | Watford, Hertfordshire                | Intu 93%, Watford Borough Council 7%                        |
| The Mall at Cribbs Causeway | Almondsbury, Gloucestershire          | Intu/Prudencial 66%, JT Baylis 34%                          |
| Manchester Arndale Centro   | Mánchester, Gran Mánchester           | Intu/Prudencial 95.3%, Otros 4.7%                           |
| St. David's                 | Cardiff                               | St David's Partnership/ Intu 50%, Seguridades de Tierra 50% |

### España
En España Intu es propietario o copropietario de 3 centros comerciales:
| Nombre              | Ubicación             | Propiedad                   |
| ------------------- | --------------------- | --------------------------- |
| intu Asturias       | Siero, Asturias       | Intu 100%                   |
| intu Puerto Venecia | Zaragoza              | Intu 50% CPPIB 50%          |
| intu Xanadú         | Arroyomolinos, Madrid | Intu 50% TH Real Estate 50% |